# Coupe d'Europe des clubs champions de basket-ball 1991-1992
Navigation
Édition précédente Édition suivante
La Coupe d'Europe des clubs champions de basket-ball 1991-1992 est la 35e édition de la Coupe d'Europe des clubs champions de basket-ball masculine, compétition qui rassemble les meilleurs clubs de basket-ball du continent européen,.
Cette saison marque la fin de l'ère où seuls les champions nationaux européens participaient à l'épreuve, avec une compétition élargie incluant les champions nationaux, les tenants du titre et d'autres équipes des ligues nationales les plus importantes. Cela correspondait également au changement de nom de la ligue, désormais appelée Ligue européenne FIBA (ou FIBA EuroLeague) pour les clubs masculins. Ce nouveau format de compétition se rapproche davantage d'une véritable Ligue européenne. Ce nom fut conservé pour les quatre éditions suivantes.

## Format de compétition
- 33 équipes (le tenant du titre de la coupe, les champions nationaux et un nombre variable d'autres clubs des principaux championnats nationaux) disputent des tours préliminaires à domicile et à l'extérieur. Le score cumulé des deux matchs détermine le vainqueur.
- Les seize équipes restantes après les tours préliminaires accèdent à la phase de groupes de la saison régulière, réparties en deux groupes de huit équipes, jouant selon un système de poules. Le classement final est basé sur les victoires et les défaites. En cas d'égalité entre deux équipes ou plus après la phase de groupes, les critères suivants sont utilisés pour déterminer le classement final : 1) nombre de victoires lors des confrontations directes entre les équipes ; 2) différence de points entre les équipes ; 3) différence de points générale au sein du groupe.
- Les quatre meilleures équipes de chaque groupe après la phase de groupes de la saison régulière sont qualifiées pour les quarts de finale (qualification au meilleur des trois matchs).
- Les quatre vainqueurs des quarts de finale sont qualifiés pour le Final Four.

## Tours préliminaires

### 1ertour
Le premier tour se déroule les 12 et 19 septembre 1991.
| Équipe 1                 | Score   | Équipe 2        | Aller  | Retour |
| ------------------------ | ------- | --------------- | ------ | ------ |
| Möllersdorf Traiskirchen | 158–213 | RC Malines      | 78–107 | 80–106 |
| AEK Larnaca              | 175–174 | USK Prague      | 92–88  | 83–86  |
| BK Partizan Tirana       | 146–208 | Aris Salonique  | 79–98  | 67–110 |
| Maccabi Rishon LeZion    | 213–157 | Steaua Bucarest | 111–78 | 102–79 |
| Union Sportive Hiefenech | 161–182 | Vevey           | 84–84  | 77–98  |

## 2etour
Le deuxième tour se déroule les 3 et 10 octobre 1991.
| Équipe 1              | Score   | Équipe 2                | Aller  | Retour |
| --------------------- | ------- | ----------------------- | ------ | ------ |
| RC Malines            | 175–150 | Guildford Kings         | 86–76  | 89–74  |
| AEK Larnaca           | 162–233 | Knorr Bologne           | 88–109 | 74–124 |
| Śląsk Wrocław         | 162–181 | Aris Salonique          | 74–75  | 88–106 |
| Maccabi Rishon LeZion | 144–148 | B.V. Noordkop           | 89–75  | 55–73  |
| Vevey                 | 163–199 | KK Kalev**              | 81–86  | 82–113 |
| Scania Södertälje     | 154–195 | Estudiantes Madrid      | 76–98  | 78–97  |
| KTP                   | 154–211 | Olimpia Milan           | 84–105 | 70–106 |
| Fenerbahçe            | 123–174 | FC Barcelone            | 73–79  | 50–95  |
| Szolnoki Olajbányász  | 137–181 | KK Partizan Belgrade    | 65–92  | 72–89  |
| CSKA Sofia            | 140–235 | Bayer Giants Leverkusen | 77–132 | 63–103 |
| UMF Njarðvíkur        | 150–208 | Cibona Zagreb           | 76–111 | 74–97  |
| Benfica               | 163–164 | Antibes                 | 89–76  | 74–88  |

Qualifiés automatiquement pour la saison régulière
- KK Split (tenant du titre)
- Joventut Badalona
- Phonola Caserta
- Maccabi Tel Aviv

## Saison régulière
La saison régulière se dispute du 31 octobre 1991 au 27 février 1992.
|  | Qualifiés pour les Playoffs |
|  | Éliminés                    |

### Groupe A
| Rang | Équipe              | Pts | J  | G  | P  | Pp   | Pc   | Diff |  | Résultats (dom.\ext.) |        |       |        | C      | S       |         |         |        |
| ---- | ------------------- | --- | -- | -- | -- | ---- | ---- | ---- |  | --------------------- | ------ | ----- | ------ | ------ | ------- | ------- | ------- | ------ |
| 1    | Knorr Bologne       | 24  | 14 | 10 | 4  | 1229 | 1148 | 81   |  | Knorr Bologne         |        | 77-74 | 96-83  | 94-97  | 85-80   | 106-81  | 90-87   | 95-78  |
| 2    | FC Barcelone        | 24  | 14 | 10 | 4  | 1205 | 1129 | 76   |  | FC Barcelone          | 71-67  |       | 85-88  | 73-85  | 110-94  | 101-86  | 85-71   | 99-77  |
| 3    | Maccabi Tel Aviv    | 24  | 14 | 10 | 4  | 1311 | 1254 | 57   |  | Maccabi Tel Aviv      | 81-83  | 83-94 |        | 69-60  | 95-85   | 108-103 | 129-118 | 102-95 |
| 4    | Cibona Zagreb       | 22  | 14 | 9  | 5  | 1287 | 1232 | 55   |  | Cibona Zagreb         | 87-74  | 76-83 | 97-101 |        | 110-117 | 105-99  | 91-80   | 95-85  |
| 5    | KK Split            | 21  | 14 | 7  | 7  | 1271 | 1270 | 1    |  | KK Split              | 99-95  | 79-80 | 85-87  | 96-89  |         | 92-90   | 89-86   | 72-77  |
| 6    | Olympique d’Antibes | 18  | 14 | 4  | 10 | 1291 | 1385 | -94  |  | Olympique d’Antibes   | 78-103 | 78-85 | 86-95  | 93-100 | 83-81   |         | 119-114 | 95-86  |
| 7    | Kalev               | 17  | 14 | 3  | 11 | 1281 | 1354 | -73  |  | Kalev                 | 80-87  | 86-90 | 83-107 | 86-99  | 88-95   | 112-98  |         | 90-84  |
| 8    | Phonola Caserta     | 17  | 14 | 3  | 11 | 1185 | 1288 | -103 |  | Phonola Caserta       | 72-77  | 82-75 | 84-83  | 82-96  | 95-107  | 97-102  | 91-100  |        |

### Groupe B
| Rang | Équipe                  | Pts | J  | G  | P  | Pp   | Pc   | Diff |  | Résultats (dom.\ext.)   | B       | E     |         |       |        |        |        |        |
| ---- | ----------------------- | --- | -- | -- | -- | ---- | ---- | ---- |  | ----------------------- | ------- | ----- | ------- | ----- | ------ | ------ | ------ | ------ |
| 1    | Joventut de Badalona    | 25  | 14 | 11 | 3  | 1276 | 1114 | 162  |  | Joventut de Badalona    |         | 91-66 | 75-81   | 79-76 | 95-92  | 96-78  | 91-69  | 96-66  |
| 2    | Estudiantes Caja Postal | 24  | 14 | 10 | 4  | 1145 | 1096 | 49   |  | Estudiantes Caja Postal | 73-86   |       | 74-68   | 75-72 | 80-78  | 101-83 | 88-58  | 98-87  |
| 3    | Philips Milan           | 24  | 14 | 10 | 4  | 1264 | 1161 | 103  |  | Philips Milan           | 103-107 | 70-65 |         | 89-94 | 103-82 | 113-93 | 117-86 | 88-78  |
| 4    | KK Partizan Belgrade    | 23  | 14 | 9  | 5  | 1178 | 1077 | 101  |  | KK Partizan Belgrade    | 76-75   | 75-95 | 86-70   |       | 93-69  | 87-67  | 99-65  | 111-77 |
| 5    | Bayer 04 Leverkusen     | 21  | 14 | 7  | 7  | 1217 | 1154 | 63   |  | Bayer 04 Leverkusen     | 88-84   | 81-91 | 67-72   | 80-73 |        | 98-89  | 126-80 | 93-63  |
| 6    | RC Malines              | 18  | 14 | 4  | 10 | 1112 | 1230 | -118 |  | RC Malines              | 80-101  | 68-73 | 68-97   | 86-72 | 70-89  |        | 92-76  | 75-64  |
| 7    | Aris Salonique          | 17  | 14 | 3  | 11 | 1139 | 1359 | -220 |  | Aris Salonique          | 92-118  | 88-99 | 108-111 | 75-83 | 103-89 | 86-84  |        | 74-69  |
| 8    | Commodore Den Helder    | 16  | 14 | 2  | 12 | 1050 | 1190 | -140 |  | Commodore Den Helder    | 74-82   | 91-67 | 78-82   | 75-81 | 58-85  | 77-79  | 93-79  |        |

*  En raison des guerres de Yougoslavie, les trois anciennes équipes yougoslaves ont été contraintes de jouer tous leurs matchs à domicile hors de leur pays. Toutes ont choisi des villes espagnoles comme terrains de substitution : le Partizan Belgrade, joue à Fuenlabrada, le KK Split, à La Corogne, et le Cibona Zagreb, à Puerto Real.
**  Le KK Kalev a disputé la compétition en tant que champion d'URSS 1991.

## Quarts de finale
Les quarts de finale se disputent les 12, 17 et 19 mars 1992.
L'équipe première nommée dispute la première rencontre à domicile. La seconde, et si nécessaire la manche décisive, se déroule dans la salle de la seconde équipe.
| Équipe               | Score | Équipe             | 1re manche | 2e manche | 3e manche |
| -------------------- | ----- | ------------------ | ---------- | --------- | --------- |
| KK Partizan Belgrade | 2 - 1 | Knorr Bologne      | 78 - 65    | 60 - 61   | 69 - 65   |
| Olimpia Milan        | 2 - 0 | FC Barcelone       | 80 - 79    | 86 - 71   | -         |
| Cibona Zagreb        | 0 - 2 | Joventut Badalona  | 68 - 73    | 67 - 92   | -         |
| Maccabi Tel Aviv     | 1 - 2 | Estudiantes Madrid | 98 - 97    | 74 - 98   | 54 - 55   |

## Final Four
|  | Demi-finales                                   | Demi-finales                                   |                      |    | Finale                                         | Finale                                         |
|  | Demi-finales                                   | Demi-finales                                   |                      |    | Finale                                         | Finale                                         |
|  |                                                |                                                |                      |    |                                                |                                                |
|  | 14 avril, 19h00 - Istanbul (Abdi İpekçi Arena) | 14 avril, 19h00 - Istanbul (Abdi İpekçi Arena) |                      |    | 16 avril, 21h00 - Istanbul (Abdi İpekçi Arena) | 16 avril, 21h00 - Istanbul (Abdi İpekçi Arena) |
|  | 14 avril, 19h00 - Istanbul (Abdi İpekçi Arena) | 14 avril, 19h00 - Istanbul (Abdi İpekçi Arena) |                      |    | 16 avril, 21h00 - Istanbul (Abdi İpekçi Arena) | 16 avril, 21h00 - Istanbul (Abdi İpekçi Arena) |
|  | KK Partizan Belgrade                           | 82                                             |                      |    | 16 avril, 21h00 - Istanbul (Abdi İpekçi Arena) | 16 avril, 21h00 - Istanbul (Abdi İpekçi Arena) |
|  | KK Partizan Belgrade                           | 82                                             |                      |    | 16 avril, 21h00 - Istanbul (Abdi İpekçi Arena) | 16 avril, 21h00 - Istanbul (Abdi İpekçi Arena) |
|  | Olimpia Milan                                  | 75                                             |                      |    | 16 avril, 21h00 - Istanbul (Abdi İpekçi Arena) | 16 avril, 21h00 - Istanbul (Abdi İpekçi Arena) |
|  | Olimpia Milan                                  | 75                                             | KK Partizan Belgrade | 71 |                                                |                                                |
|  | 14 avril, 21h30 - Istanbul (Abdi İpekçi Arena) |                                                | KK Partizan Belgrade | 71 |                                                |                                                |
|  |                                                | Joventut Badalona                              | 70                   |    |                                                |                                                |
|  | Joventut Badalona                              | Joventut Badalona                              | 70                   | 91 |                                                |                                                |
|  | Joventut Badalona                              |                                                |                      | 91 |                                                |                                                |
|  | Estudiantes Madrid                             | 69                                             |                      |    |                                                |                                                |
|  | Estudiantes Madrid                             | 69                                             | 3e place             |    |                                                |                                                |
|  |                                                |                                                |                      |    |                                                |                                                |
|  | 16 avril, 19h00 - Istanbul (Abdi İpekçi Arena) |                                                |                      |    |                                                |                                                |
|  |                                                |                                                |                      |    |                                                |                                                |
|  | Olimpia Milan                                  | 99                                             |                      |    |                                                |                                                |
|  | Olimpia Milan                                  | 99                                             |                      |    |                                                |                                                |
|  | Estudiantes Madrid                             | 81                                             |                      |    |                                                |                                                |
|  | Estudiantes Madrid                             | 81                                             |                      |    |                                                |                                                |

## Équipe victorieuse
Joueurs : 
- No 4 Aleksandar Đorđević ( Yougoslavie)
- No 5 Predrag Danilović ( Yougoslavie)
- No 6 Nikola Lončar ( Yougoslavie)
- No 7 Igor Perović ( Yougoslavie)
- No 8 Zoran Stevanović ( Yougoslavie)
- No 9 Igor Mihajlovski ( Yougoslavie)
- No 10 Dragiša Šarić ( Yougoslavie)
- No 11 Željko Rebrača ( Yougoslavie)
- No 12 Mlađan Šilobad ( Yougoslavie)
- No 13 Slaviša Koprivica ( Yougoslavie)
- No 14 Vladimir Dragutinović ( Yougoslavie)
- No 15 Ivo Nakić ( Yougoslavie)
- No 16 Branko Sinđelić ( Yougoslavie)

Entraîneur :  Željko Obradović ( Yougoslavie)

## Récompenses individuelles
| Catégorie                      | Joueur            | Équipe               |
| ------------------------------ | ----------------- | -------------------- |
| Meilleur marqueur              | Níkos Gális       | Aris Salonique       |
| MVP du Final Four              | Predrag Danilović | KK Partizan Belgrade |
| Meilleur marqueur de la finale | Predrag Danilović | KK Partizan Belgrade |

### 5 majeur du Final Four
| Joueur              | Club                 |
| ------------------- | -------------------- |
| Aleksandar Đorđević | KK Partizan Belgrade |
| Predrag Danilović   | KK Partizan Belgrade |
| Jordi Villacampa    | Joventut Badalona    |
| Harold Pressley     | Joventut Badalona    |
| Slaviša Koprivica   | KK Partizan Belgrade |